# Panamabukten

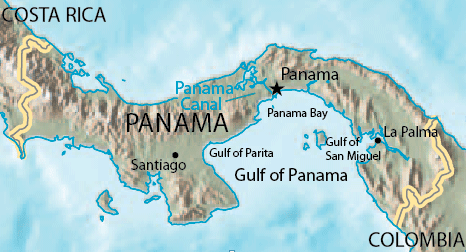
Panamabukten

Panamabukten (spanska: Golfo De Panamá) är en bukt i Stilla havet som utgör en del av Panamas södra kust. Bukten är som mest 250 km bred med ett största djup på 220 meter. Panamabukten i sig själv kan delas in i tre småbukter: Panama Bay, Gulf of Parita och Gulf of San Miguel. Panamakanalen förbinder Panamabukten med Karibiska havet och Atlanten. I bukten finns ett antal öar och ögrupper (Pärlöarna, José Island, Rey Island bland andra) och viktiga hamnstäder kan nämnas Panama City, La Palma och Chitrè.